# 14542 Karitskaya
14542 Karitskaya (1997 SW9) là một tiểu hành tinh vành đai chính được phát hiện ngày 29 tháng 9 năm 1997 bởi R. A. Tucker ở Goodricke-Pigott Observatory.